# Oszlányi Kornél
Vitéz Oszlányi Kornél Pál (Kaposvár, 1893. szeptember 25. – Cleveland, 1960. november 16.) magyar vezérőrnagy a második világháborúban, a Vitézi rend tagja.

## Élete
Apja Oszlányi Márton (1841–1907), segéd telekkönyvvezető, anyja Schwenk Mária (1850–1912) volt. 1911-ben végezte el a kassai gyalogos hadapród iskolát. Az első világháborúban a k. u. k. 52. gyalogezred századparancsnoka volt. A kelet-galiciai Nowicánál 1917 júliusában tanúsított kimagaslóan önfeláldozó és bátor magatartásáért elnyerte a Tiszti Arany Vitézségi Érmet.
1927-ben a Honvédelmi Minisztérium beosztottja lett. 1933 és 1936 között az Országos Vitézi Szék Főszéktartóság Nemzetvédelmi Osztályának vezetője volt. 1939 márciusában már alezredesként vett részt Kárpátalja visszafoglalásában, mint a 15. kerékpáros zászlóalj parancsnoka. 1941 és 1942 között pedig ezredesi rangban a "József nádor" 2. honvéd gyalogezred parancsnokaként tevékenykedett.

1942 novemberétől a Donnál harcolt, mint a nagykanizsai 9. könnyű hadosztály parancsnoka. A visszavonulás során sorozatosan válságos helyzeteken lett úrrá katonáival. Ugyanakkor sok esetben drasztikus intézkedéseket alkalmazott a fegyelem fenntartása érdekében. 

„Martsa Sándor ezredessel együtt kíméletlen eszközökkel igyekszik megállítani a szétvert 6. hadosztály még csellengő életben maradottait: „Minden házat átkutattunk, sok pihenő honvédet húztunk ki a házakból.” - „A legnagyobb eréllyel, pisztollyal a kézben indultam a visszaözönlők megfordítására” - közli februárban a budapesti Tiszti Kórház kellemesen fűtött betegszobájából vitéz Oszlányi, s még azzal is eldicsekszik, hogy egész sereg magyar katonát volt kénytelen lemészárolni, amiért a hideg miatt apatikusan nem akartak neki engedelmeskedni.”

– 

A Don menti állásokban 12 napig verte vissza hadosztályával az oroszok sorozatos támadásait, s az utóvédek utóvédjeként biztosította a voronyezsi hídfő német erőinek rendezett visszavonulását. Habár a harcokban súlyosan megsebesült, a harcot tovább vezette. 1943. január 18-án a III. hadtest egyetlen hadosztályra, az általa vezetett és állásaiban kitartó 9. hadosztályra olvadt.
A 9. hadosztály parancsnoka, vitéz Oszlányi Kornél ezredes azonnal hadosztálya déli sávhatárára indult, hogy az oldalvédelmet megszervezze. A zalaegerszegi 47. gyalogezred parancsnokával. Martsa Sándor ezredessel együtt kíméletlen eszközökkel igyekszik megállítani a szétvert 6. hadosztály még csellengő életben maradottait: "Minden házat átkutattunk, sok pihenő honvédet húztunk ki a házakból." - "A legnagyobb eréllyel, pisztollyal a kézben indultam a visszaözönlők megfordítására" - közli februárban a budapesti Tiszti Kórház kellemesen fűtött betegszobájából vitéz Oszlányi, s még azzal is eldicsekszik, hogy egész sereg magyar katonát volt kénytelen lemészárolni, amiért a hideg miatt apatikusan nem akartak neki engedelmeskedni. És lássunk csodát: az eddig hallgató, magyargyűlölő Siebert altábornagy váratlanul felbukkan, és személyesen tűzi Oszlányi ezredes mellére a német vaskereszt második osztályú érmét!
A második világháborúban ő volt az egyetlen olyan tiszt, aki példamutató helytállásáért és vitézségéért megkapta a Katonai Mária Terézia-rend Lovagkeresztjét 1944-ben. A kaposvári 10. gyaloghadosztály élén 1944-ben a kárpáti arcvonalon harcolt az országba betörni próbáló oroszok ellen.
Amerikai hadifogsága után Németországban majd 1951-től az Amerikai Egyesült Államokban élt. 1993-ban posztumusz előléptették altábornaggyá.